# Nikołaj Simoniak
Nikołaj Pawłowicz Simoniak, ros. Николай Павлович Симоняк (ur. 4 lutego?/17 lutego 1901 w Bierezowce, zm. 23 kwietnia 1956 w Leningradzie) – radziecki wojskowy narodowości ukraińskiej, generał porucznik, Bohater Związku Radzieckiego.

## Życiorys
Urodził się we wsi Bierezowka w guberni  połtawskiej w rodzinie zaporoskiego kozaka i w wieku kilku lat przeniósł się z rodzicami do stanicy Temiżbekskaja w Kraju Krasnodarskim, gdzie jego ojciec pracował w majątku ziemskim. W 1914 roku ukończył z wyróżnieniem 7-letnią szkołę, po czym wyjechał w poszukiwaniu pracy.
Po wybuchu wojny domowej wstąpił do Armii Czerwonej i od 1 maja 1918 roku został konnym zwiadowcą 154 a później 292 Derbenckiego Pułku Rewolucyjnego wchodzących w skład 33 Dywizji Kubańskiej. Przez krótki okres walczył również w składzie Gulkiewiczewskiego oddziału partyzanckiego, gdy stracił łączność ze swoim pułkiem. W tym czasie walczył na północnym Kaukazie. W tym czasie był dwukrotnie ranny i w końcu zachorował na tyfus. Po wyzdrowieniu wrócił do 292 pułku i brał z nim udział w walkach w czasie ofensywy Armii Czerwonej w kierunku Kaukazu. Po zajęciu Noworosyjska przez oddziału Armii Czerwonej otrzymał urlop i pojechał do domu, wtedy też dowiedział się, że jego ojciec został zamordowany przez białych Kozaków.
Po zakończeniu wojny domowej skierowany został na 6 Riazański Kurs Kawalerii, skąd został przeniesiony na 18 Samarski Kurs Przygotowawczy Kawalerii, który ukończył w 1921 roku. Następnie rozpoczął naukę na 10 Nowoczerkieskim Kursie Dowódców Kawalerii, który ukończył w 1922 roku. Po jej ukończeniu zajmował kolejno stanowiska: dowódcy drużyny, pomocnika dowódcy plutonu i dowódcy plutonu w dywizjonie szkolnym 83 pułku kawalerii 14 Majkopskiej Dywizji Kawalerii w Północnokaukaskim Okręgu Wojskowym.
Od września 1924 roku służył w 59 pułku kawalerii 10 Dywizji Kawalerii w Moskiewskim Okręgu Wojskowym, gdzie kolejno jest: dowódcą plutonu, pomocnikiem dowódcy i dowódcą szwadronu. W 1929 roku ukończył kawaleryjski Kurs Dokształcający Dowódców w Nowoczerkiesku.
W 1931 roku został instruktorem jazdy konnej w Akademii Wojskowej im. Frunzego, a w 1932 roku został jej słuchaczem. Akademię ukończył w 1936 roku z pierwszą lokatą, po czym został szefem oddziału zwiadu sztabu 10 Dywizji Kawalerii w Leningradzkim Okręgu Wojskowym. W styczniu 1938 roku został zastępcą szefa grupy inspektorów Rady Wojennej Leningradzkiego Okręgu Wojskowego.
Brał udział w wojnie radziecko-fińskiej w składzie 123 Dywizji Piechoty, gdzie wyróżnił się w czasie przełamywania Linii Mannerheima. Po zakończeniu wojny w sierpniu 1940 roku został pomocnikiem Inspektora Piechoty Leningradzkiego Okręgu Wojskowego. W grudniu 1940 roku został dowódcą 8 Brygady Piechoty, która stacjonowała na płw. Hanko, a jej zadaniem była obrona utworzonej tam bazy marynarki wojennej ZSRR.
Po ataku Niemiec na ZSRR nadal dowodził 8 Brygadą Piechoty i od 26 czerwca do grudnia 1941 roku uczestniczył w obronie płw. Hanko przed atakami wojsk niemieckich i fińskich, a teren ten opuszczono dopiero po decyzji o ewakuacji wojska z półwyspu. W marcu 1942 roku brygada została przekształcona w 136 Dywizję Piechoty w składzie 67 Armii i nadal była przez niego dowodzona. W sierpniu 1942 roku dowodzona przez niego dywizja wzięła udział w próbie przełamania  blokady Leningradu, która jednak nie przyniosła rezultatu i we wrześniu zaniechano natarcia. Dywizja pozostała na zdobytych pozycjach. W dniu 12 stycznia 1943 roku 138 Dywizja Piechoty rozpoczęła jako pierwsza nowe natarcie i w dniu 18 stycznia 1943 roku połączyła się z oddziałami 2 Armii Uderzeniowej Frontu Wołchowskiego przerywając w ten sposób blokadę Leningradu. Za zasługi w przełamaniu blokady dywizja została przemianowana w 63 Gwardyjską Dywizję Piechoty, a jej dowódca w dniu 18 lutego 1943 roku wyróżniony tytułem Bohatera Związku Radzieckiego.
W dniu 18 kwietnia 1943 roku został dowódcą nowo utworzonego 30 Gwardyjskiego Korpusu Piechoty i w składzie 55 Armii brał udział w walkach w rejonie Leningradu. W styczniu 1944 roku uczestniczył on w operacji leningradzko-nowogrodzkiej, w składzie 42 Armii i w trakcie której zajął on Pułkowo. W czerwcu 1944 roku korpus wziął udział w operacji wyborskiej w składzie 21 Armii. Po zdobyciu Wyborga, korpus wszedł w skład 2 Armii Uderzeniowej. Wziął on udział w wyzwalaniu terenów Estonii i zdobyciu Tallinna.
W październiku 1944 roku został dowódcą 3 Armii Uderzeniowej. Armia ta blokowała wojska niemieckie znajdujące się w Kurlandii, a następnie w okresie styczeń – luty 1945 uczestniczyła pod jego dowództwem w operacji wiślańsko-odrzańskiej, biorąc udział w likwidacji okrążonych niemieckich zgrupowań w rejonie Poznania, Schneidemühl, Deutsch Krone, Arnswalde i Treptow an der Rega oraz rozszerzeniu przyczółka na lewym brzegu Odry. 
W marcu 1945 roku został dowódcą 67 Armii, którą dowodził do końca wojny i uczestniczył w blokadzie Grupy Armii Kurlandia.
Po zakończeniu wojny nadal dowodził 67 Armią do jej rozformowania w lipcu 1945 roku, a następnie 30 Gwardyjskim Korpusem Piechoty, którym dowodził do 1948 roku. W 1948 roku po zawale serca został przeniesiony do rezerwy.
Mieszkał i zmarł w Leningradzie, pochowany został na cmentarzu Bogosławskim.

## Awanse
- major (1936)
- pułkownik (1940)
- generał major (7 października 1941)
- generał porucznik (22 lutego 1944)

## Ordery i odznaczenia
- Medal „Złota Gwiazda” Bohatera Związku Radzieckiego (10 lutego 1943)
- Order Lenina (trzykrotnie, 6 lutego 1942, 10 lutego 1943 i 21 lutego 1945)
- Order Czerwonego Sztandaru (trzykrotnie, w tym 22 lutego 1938 i 3 listopada 1944)
- Order Suworowa kl. I (22 czerwca 1944)
- Order Suworowa kl. II
- Order Kutuzowa kl. I (5 października 1944)
- Order Czerwonej Gwiazdy

I inne.

## Upamiętnienie
Jego umieniem nazwano ulice w Petersburgu, Wyborgu i innych miejscowościach. W Bieriozowce w muzeum umieszczono jego popiersie.